# Liste der Stolpersteine in Hamburg-Neugraben-Fischbek
Die Liste der Stolpersteine in Hamburg-Neugraben-Fischbek enthält alle Stolpersteine, die im Rahmen des gleichnamigen Kunst-Projekts von Gunter Demnig in Hamburg-Neugraben-Fischbek verlegt wurden. Mit ihnen soll Opfern des Nationalsozialismus gedacht werden, die in Hamburg-Neugraben-Fischbek lebten und wirkten.
Diese Seite ist Teil der Liste der Stolpersteine in Hamburg, da diese mit insgesamt 7139 (Stand: März 2025) Steinen zu groß würde und deshalb je Stadtteil, in dem Steine verlegt wurden, eine eigene Seite angelegt wurde.
| Adresse             | Person(en)                    | Inschrift | Bilder | Anmerkung                                                                               |
| ------------------- | ----------------------------- | --- | ------ | --------------------------------------------------------------------------------------- |
| Falkenbergsweg 62 · | Anna Dawidowicz geb. Satz     | Hier arbeitete Anna Dawidowicz geb. Satz Jg. 1898 deportiert 1941 Łodz/Litzmannstadt 1944 Auschwitz 1945 Bergen-Belsen befreit                            |        | Eintrag auf stolpersteine-hamburg.de wurde im Juli 2020 ausgetauscht (vorheriger Stein) |
| Falkenbergsweg 62 · | Erika Dawidowicz              | Hier arbeitete Erika Dawidowicz Jg. 1920 deportiert 1941 Łodz/Litzmannstadt 1944 Auschwitz Neuengamme tot bei Bombenangriff 5.4.1945 Außenlager Tiefstack |        | Eintrag auf stolpersteine-hamburg.de                                                    |
| Falkenbergsweg 62 · | Ruth Frischmannová            | Hier arbeitete Ruth Frischmannova Jg. 1928 deportiert 1942 Theresienstadt 1943 Auschwitz 1944 Neuengamme tot 4.5.1945 Bergen-Belsen                       |        | Eintrag auf stolpersteine-hamburg.de                                                    |
| Falkenbergsweg 62 · | Cosimo Giunta                 | Hier lebte Cosimo Giunta Jg. 1920 Italien Zwangsarbeit Lager Falkenbergsweg erschossen 26.4.1945                                                          |        | Eintrag auf stolpersteine-hamburg.de                                                    |
| Falkenbergsweg 62 · | Zuzana Glaserová              | Hier arbeitete Zuzana Glaserova Jg. 1925 deportiert 1942 Theresienstadt Auschwitz Neuengamme tot 20.3.1945                                                |        | Eintrag auf stolpersteine-hamburg.de                                                    |
| Falkenbergsweg 62 · | Nina Müller                   | Hier arbeitete Nina Müller Jg. 1921 deportiert 1942 Theresienstadt 1943 Auschwitz 1944 Neuengamme tot 17.4.1945 Bergen-Belsen                             |        | Eintrag auf stolpersteine-hamburg.de                                                    |
| Falkenbergsweg 62 · | Elisabeth Polach geb. Adler   | Hier arbeitete Elisabeth Polach geb. Adler Jg. 1902 deportiert 1942 Theresienstadt 1943 Auschwitz 1944 Neuengamme 1945 Bergen-Belsen tot 29.6.1945        |        | Eintrag auf stolpersteine-hamburg.de                                                    |
| Falkenbergsweg 62 · | Alice Weilova geb. Kaufmanova | Hier arbeitete Alice Weilova geb. Kaufmanova Jg. 1902 deportiert 1943 Theresienstadt Auschwitz 1944 Neuengamme ermordet 6.4.1945                          |        | Eintrag auf stolpersteine-hamburg.de                                                    |
| Falkenbergsweg 62 · | Lili Wertheimer geb. Reich    | Hier arbeitete Lili Wertheimer geb. Reich Jg. 1901 deportiert 1943 Theresienstadt Auschwitz 1945 Bergen-Belsen befreit tot 16.5.1945                      |        | Eintrag auf stolpersteine-hamburg.de                                                    |
| Gannerbarg 20 ·     | Wilhelm Rimkus                | Hier wohnte Wilhelm Rimkus Jg. 1914 eingewiesen 1942 Heilanstalt Langenhorn ‚verlegt‘ 25.8.1942 Heilanstalt Ilten ermordet 28.2.1943                      |        | Eintrag auf stolpersteine-hamburg.de                                                    |
| Störtebekerweg 62 · | Georg Schmidt                 | Hier wohnte Georg Schmidt Jg. 1903 im Widerstand verhaftet 1934 Zuchthaus Celle Sachsenhausen tot an Haftfolgen 25.8.1945                                 |        | Eintrag auf stolpersteine-hamburg.de                                                    |
| Störtebekerweg 81 · | Heinrich Klafack              | Hier wohnte Heinrich Klafack Jg. 1878 im Widerstand verhaftet 1934 Zuchthaus Rendsburg ermordet 20.5.1936                                                 |        | Eintrag auf stolpersteine-hamburg.de                                                    |
| Wettloop 31 ·       | Max Leuteritz                 | Hier wohnte Max Leuteritz Jg. 1884 im Widerstand/SPD verhaftet 22.8.1944 ‚Aktion Gewitter‘ 1944 Gefängnis Hamburg befreit                                 |        | Eintrag auf stolpersteine-hamburg.de                                                    |